# Kabūd Khānī-ye Pā'īn
Kabūd Khānī-ye Pā'īn (persiska: كَبود خانئ سُفلَى, كبود خانی پائين, Kabūd Khānī-ye Soflá, Kabūd Khānī-ye Pā’īn) är en ort i Iran.   Den ligger i provinsen Kurdistan, i den nordvästra delen av landet, 400 km väster om huvudstaden Teheran. Kabūd Khānī-ye Pā'īn ligger 1 830 meter över havet och antalet invånare är 101.
Terrängen runt Kabūd Khānī-ye Pā'īn är platt åt nordost, men åt sydväst är den kuperad.Runt Kabūd Khānī-ye Pā'īn är det ganska tätbefolkat, med 58 invånare per kvadratkilometer. Närmaste större samhälle är Dehgolān, 11,7 km norr om Kabūd Khānī-ye Pā'īn. Trakten runt Kabūd Khānī-ye Pā'īn består till största delen av jordbruksmark.